# Ваканохана Кандзи (II)
Данная статья о ёкодзуна № 56. О других Ваканохана см. Ваканохана
Кандзи Ваканохана (яп. 若乃花 幹士 Wakanohana Kanji) (3 апреля 1953 — 16 июля 2022) — борец сумо из Аомори, Япония. Настоящее имя Кацунори Симояма. Также известен как Ваканохана II. Ёкодзуна № 56. 4 раза выигрывал Императорский кубок. Вышел в отставку в 1983 г. До марта 2013 года возглавлял школу Магаки-бэя, затем закрыл школу и перешёл с учениками в Исэгахама-бэя. Учитель Ваканохо.
Скончался 16 июля 2022 года от рака лёгких.

## Краткое описание карьеры
Начинал под собственной фамилией, затем выступал как Вакамисуги. Унаследовал сикону от учителя, Ваканохана(I), после получения титула ёкодзуна. Активно соперничал с Вадзима и Китаноуми, двумя другими ёкодзуна его эпохи. Закончил карьеру рано, в 29 лет, после череды травм и личных неурядиц.